# Aleksandra Banasiak (samorządowiec)
Aleksandra Banasiak-Musik (ur. 19 czerwca 1962 w Częstochowie) – polski samorządowiec i nauczycielka, w latach 2010–2013 członek zarządu województwa śląskiego IV kadencji.

## Życiorys
Absolwentka pedagogiki opiekuńczo-wychowawczej w Wyższej Szkole Pedagogicznej w Częstochowie (1987), uzyskała pierwszy stopień specjalizacji zawodowej z matematyki. Kształciła się podyplomowo w zakresie zarządzania w oświacie w Wyższej Szkole Języków Obcych i Ekonomii w Częstochowie, edukacji informatycznej na Politechnice Częstochowskiej oraz prawa spółek w Szkole Głównej Handlowej. Pracowała zawodowo jako nauczycielka, przez wiele lat była dyrektor szkoły podstawowej w Szarlejce, a następnie Zespołu Szkolno-Przedszkolnego w Kalei. Była etatowym pracownikiem Naczelnego Komitetu Wykonawczego PSL, a także sekretarzem powiatu kłobuckiego. 
Zaangażowała się w działalność polityczną w ramach Polskiego Stronnictwa Ludowego. Zasiadła w Radzie Naczelnej PSL i zarządzie powiatowym ugrupowania. W 2002 i 2006 wybierana do rady powiatu kłobuckiego. Bez powodzenia kandydowała do sejmiku śląskiego w 2010 i 2014, a także do Sejmu w 2007, 2011 i 2015. 10 grudnia 2010 powołana na członka zarządu województwa śląskiego, odpowiadając za rolnictwo, środowisko i gospodarkę nieruchomościami. Zakończyła pełnienie funkcji w związku z dymisją zarządu 21 stycznia 2013, nie znalazła się jednak w kolejnych władzach województwa. Od 2015 do 2019 pozostawała członkiem władz Funduszu Górnośląskiego.
Mężatka, ma syna.